# دغرفوش

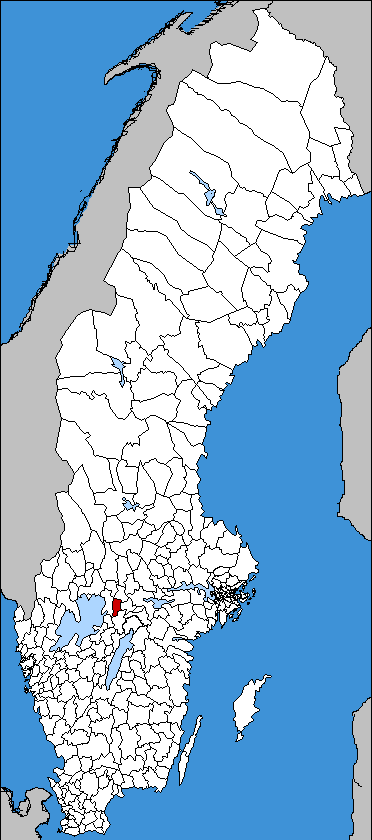
موقع مدينة ديغافوش في السويد

دغرفوش وهي مدينة تقع في غرب السويد في محافظة أوربرو في إقليم فيرملاند بالقرب من مدينة كارلس كوغا ويبلغ عدد سكان مدينة ديغافوش حوالي 7418 نسمة حسب إحصائيات سنة 2005.

## أعلام
- بيتر صاموليسون
- إميل بيرغر
- رالف إدستروم
- أولا تويفونين
- تومي صامويلسون
- بيرتل نوردال